# Zhou (predynastisk)
Zhou (周; Zhōu) var en antik kinesisk bronsåldersstat som existerade under slutet av Shangdynastin fram till etableringen av Zhoudynastin 1046 f.Kr. Zhoufolket var kända för sitt jordbruk och levde  i de nordöstra utkanterna av Shangdynastins territorium. Zhou låg i dagens Shaanxiprovins, möjligen vid Fenfloden Zhoufurstarna, såsom Hertigen av Zhou, kung Wen och kung Wu framställs i kinesisk tradition som idealgestalter som förkroppsligade kunglig godhet och vishet.

## Historia
Ursprungligen levde Zhoufolket tillsammans med nomadfolken Di och Rong innan Hertig Danfu (senare känd som Kung Tai av Zhou) etablerade Zhoufolket i nordvästra delen av dagens Shaanxiprovins. Där mötte de Shangdynastin, och inledningsvis var deras relation bra. Zhoufolkets ledare blev furstar under Shangdynastins kungar.
Hertig Danfus son Ji Li utvecklade Zhou till att bli en stark stat med goda relationer till Shangdynastin. Den goda relationen tog slut efter att Ji Li mördades i Shangdynastins huvudstad. Ji Li efterträddes av sin son Ji Chang (senare känd som Kung Wen av Zhou). Fyra år efter Ji Lis död gjorde Ji Chang en fullskalig invasion av Shang. Vid Slaget vid Muye 1046 f.Kr. besegrades Shangdynastin och Ji Chang  utropade samma år Zhoudynastin, och etablerade huvudstaden Haojing utanför dagens Xi'an.

## Mytologisk början
Enligt mytologin härstammar Zhoufolket från en kvinna (Jiang Yuan) som blev havande efter att ha trampat i himmelsguden Shang Dis fotspår. Därefter födde hon Hou Ji Hou Jis ursprungliga namn var Qi, och han betraktas som uppfinnaren av jordbruket, varefter den mytologisk kejsaren Yao gav Qi titeln Hou Ji. Qi blev även en ämbetsman under den mytologisk kejsare Shun.
Qis barnbarnsbarn Gong Liu etablerade Zhoufolket vid en plats kallad Bin. Tio generationer senare flyttade Kung Tai av Zhou folkgruppen till vad som idag är nordvästra delen av Shaanxiprovinsen där staten Zhou etablerades med städer, palats och tempel.

## Regentlängd
Se även Lista över Kinas kejsare
| Postumt namn     | Personnamn          | Regeringsår |
| ---------------- | ------------------- | ----------- |
| Kung Tai av Zhou | Hertig Danfu 公亶父 |             |
|                  | Ji Li 季歷          |             |
| Kung Wen av Zhou | Ji Chang 姬昌       |             |